# Park Narodowy Shebenik-Jabllanice

Park narodowy Shebenik-Jabllanice ((alb.) Parku Kombëtar Shebenik-Jabllanicë) leży w górach Shebenik, w okręgu Librazhd, w Albanii. Założony został w 2008 r. Obejmuje obszar 33 928 ha.
Park narodowy Shebenik-Jabllanice obejmuje obszar przez który przepływają dwie rzeki Qarrishte i Bushtrice. Na jego terenie znajduje się 14 polodowcowych jezior, z których najwyżej położone jest na wysokości około 1900 m n.p.m. Najwyższym szczytem jest Maja e Shebenikut o wysokości 2253 m n.p.m.